# Cornelia Elke Schray

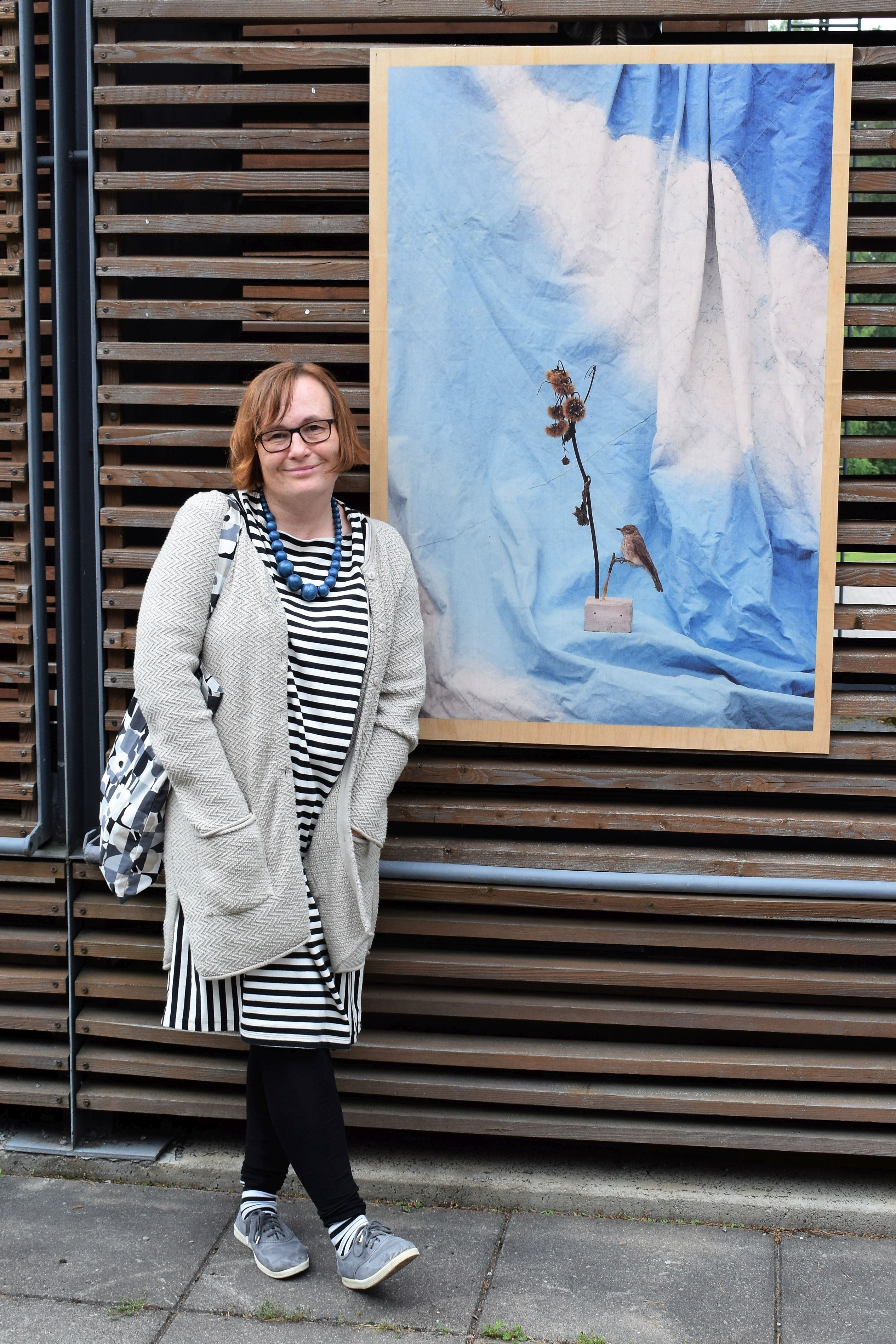
Cornelia Elke Schray 2018

Cornelia Elke Schray (* 1969 in Bretten) ist eine deutsche Schriftstellerin und Lyrikerin.

## Leben und Wirken
Cornelia Elke Schray schrieb ihre ersten Gedichte im Alter von zehn Jahren. Die Themen ihrer Gedichte, Meditationen und Kurzgeschichten handeln von Engeln, Hoffnung, Vertrauen und Trauer. 2010 veröffentlichte sie ihr erstes Buch. Inzwischen sind über 400 einzelne Texte als Anthologien und Monologien erschienen. Sie lässt sich von der finnischen Sprache inspirieren, die sie als poetisch, facettenreich und voller Bilder empfindet und seit 2016 in ihrer Freizeit erlernt.
Auf Initiative des Liedermachers Jonathan Böttcher entstand 2016 in Zusammenarbeit die CD Wie kann ich dir ein Engel sein? mit Texten aus ihrem Buch Manchmal tut ein Engel gut.
Sie ist Autorin regelmäßiger Beiträge im Evangelischen Gemeindeblatt Württemberg. Seit engagiert sich im Tierschutz, als Referentin in der kirchlichen Seniorenarbeit und seit 2015 als Prädikantin der Evangelischen Landeskirche Württemberg.
Seit 1990 ist sie mit dem Pfarrer Udo Schray verheiratet und Mutter von vier Kindern. Nach Stationen in Berlin, Entringen, Süßen, Aach, Sommenhardt und Neresheim wohnt sie mit ihrer Familie seit August 2012 in Eglingen (Dischingen).

## Veröffentlichungen
- Lebenswünsche. Alles Gute zum Geburtstag, Agentur des Rauhen Hauses, Norderstedt 2010, ISBN 978-3-7600-0971-1.
- Meine Trauer gebe ich in deine Hand, Agentur des Rauhen Hauses, Norderstedt 2010, ISBN 978-3-7600-1903-1.
- Das Leben wie ein Baum (mit Ausgaben zum 70./75./80./85./90. Geburtstag), Agentur des Rauhen Hauses, Norderstedt 2011, ISBN 978-3-7600-1906-2.
- Dankbar sein, Agentur des Rauhen Hauses, Norderstedt 2012, ISBN 978-3-7600-0979-7.
- Von allen Seiten umgibst du mich. Gedanken zu Psalm 139, Agentur des Rauhen Hauses, Norderstedt 2013, ISBN 978-3-7600-1912-3.
- Es war einmal. Alles Gute zum Geburtstag, Agentur des Rauhen Hauses, Norderstedt 2014, ISBN 978-3-7600-1916-1.
- Heute pflücke ich ein Licht. Dem Tag vertrauen, Verlag am Eschbach, Eschbach 2016, ISBN 978-3-86917-449-5.
- Ich komme wieder, flüstert das Licht. Trost für dunkle Stunden, Verlag am Eschbach, Eschbach 2016, ISBN 978-3-86917-489-1.
- Manchmal tut ein Engel gut. Beflügelnde Wünsche und Gedanken, Verlag am Eschbach, Eschbach 2017, ISBN 978-3-86917-515-7.
- Auf die Liebe und das Leben. Gute Wünsche zum Hochzeitstag, Verlag am Eschbach, Eschbach 2017, ISBN 978-3-86917-619-2.
- Heute das Leben feiern. Alles Liebe und Gute zum Geburtstag, Verlag am Eschbach, Eschbach 2018, ISBN 978-3-86917-656-7.
- Möge das Leben immer gut zu dir sein. Segenswünsche, Verlag am Eschbach, Eschbach 2023, ISBN 978-3-98700-020-1.

als Mitautorin
- Grüner Faden Hoffnung. Lebensweisheit aus dem Nähkästchen, Verlag am Eschbach, Eschbach 2015, ISBN 978-3-86917-366-5.
- Die Sonne lacht den Himmel blau. Gute-Laune-Wünsche für Schlechtwettertage, Verlag am Eschbach, Eschbach 2016, ISBN 978-3-86917-487-7.
- Jeden Augenblick leben. Glücksgedanken für jeden Tag des Jahres, Verlag am Eschbach, Eschbach 2017, ISBN 978-3-86917-555-3.
- Lauter kleine Engel, Verlag am Eschbach, Eschbach 2017, ISBN 978-3-86917-582-9.
- Licht und Kraft. Losungskalender 2018: Andachten über Losung und Lehrtext, Aue-Verlag, Möckmühl 2017, ISBN 978-387029351-2.

Tonträger
- Wie kann ich dir ein Engel sein? Lieder, die beflügeln (Audiobook, CD), Musik: Jonathan Böttcher, Verlag Herder, Freiburg 2016.